# Lago Lanao
Il lago Lanao o Ranaw (tagalog: Lawa ng Lanao) è un grande lago nella provincia filippina meridionale di Lanao del Sur sull'isola di Mindanao. Con una superficie di 340 km², è il più grande lago di Mindanao e il secondo lago più grande delle Filippine. Si tratta di uno dei laghi più antichi della Terra.

## Geografia
Il lago si è creato all'interno di una depressione tra due catene montuose arginata a causa di terremoti e al crollo di un grande vulcano. Ha una profondità massima di 112 m e una media di 60,3 m. Il bacino è meno profondo in prossimità della sponda settentrionale, ma si inabissa gradualmente verso sud.
Il lago è alimentato da quattro fiumi. Suo unico emissario è il fiume Agus, che scorre a nord verso la baia di Iligan attraverso due canali separati. Uno di essi conduce alla cascate di Maria Cristina e l'altro alle cascate di Linamon. Le acque del lago e del fiume Agus alimentano una centrale idroelettrica che fornisce energia elettrica al 70% della popolazione di Mindanao.
Sulle sponde del lago sorge Marawi City, la capitale della provincia di Lanao del Sur.

## Biodiversità
Il lago è la dimora di 18 specie autoctone di pesci d'acqua dolce, e costituisce un importante habitat per gli uccelli acquatici. Nell'ottobre 2006, gli scienziati della Mindanao State University registrarono una massiccia fioritura di alghe nelle acque del lago. Inizialmente, le opere di bonifica e l'inquinamento da prodotti chimici furono indicati come i colpevoli, ma in seguito il Dipartimento filippino per l'Agricoltura e il Dipartimento della Pesca e delle Risorse Idriche affermarono che la causa era da attribuirsi all'erosione del suolo forestale e all'utilizzo intensivo del suolo.